# Cremersia pilipes
Cremersia pilipes är en tvåvingeart som beskrevs av Borgmeier 1961. Cremersia pilipes ingår i släktet Cremersia och familjen puckelflugor.
Artens utbredningsområde är Texas. Inga underarter finns listade i Catalogue of Life.